# Odolenovice (Krásné Údolí)
Odolenovice (německy Döllnitz) jsou malá vesnice, část města Krásné Údolí v okrese Karlovy Vary v Karlovarském kraji. Nachází se asi 1,5 kilometru severovýchodně od Krásného Údolí. Odolenovice jsou také název katastrálního území o rozloze 3,28 km².

## Historie
První písemná zmínka o vesnici pochází z roku 1394.

## Obyvatelstvo
Při sčítání lidu v roce 1921 ve vsi žilo 130 obyvatel (z toho 58 mužů) německé národnosti a římskokatolického vyznání. Podle sčítání lidu z roku 1930 měla vesnice 119 obyvatel se stejnou národnostní a náboženskou strukturou.
| Rok            | 1869 | 1880 | 1890 | 1900 | 1910 | 1921 | 1930 | 1950 | 1961 | 1970 | 1980 | 1991 | 2001 | 2011 | 2021 |
| -------------- | ---- | ---- | ---- | ---- | ---- | ---- | ---- | ---- | ---- | ---- | ---- | ---- | ---- | ---- | ---- |
| Počet obyvatel | 136  | 152  | 134  | 136  | 142  | 130  | 119  | 74   | 73   | 78   | 75   | 53   | 49   | 55   | 55   |
| Počet domů     | 23   | 22   | 22   | 22   | 22   | 22   | 22   | 18   | 18   | 16   | 20   | 21   | 20   | 20   | 21   |

## Obecní správa
Při sčítání lidu v letech 1869–1930 Odolenovice byly samostatnou obcí, se kterým patřily nejprve do okresu Karlovy Vary, ale v letech 1900–1930 v okrese Teplá. V letech 1950–1980 byly častí města Krásné Údolí, se kterým patřily nejprve do okresu Toužim, ale v letech 1961–1980 v okrese Karlovy Vary. Od 1. ledna 1981 do 23. listopadu 1990 byly částí obce Útvina v okrese Karlovy Vary. Od 24. listopadu 1990 jsou opět částí města Krásné Údolí v okrese Karlovy Vary.